# Hermann Weingärtner
Hermann Weingärtner, né le 27 août 1864 à Francfort-sur-l'Oder et décédé le 22 décembre 1919 à Francfort-sur-l'Oder, a été un gymnaste allemand, champion olympique lors des Jeux olympiques d'été de 1896 à Athènes.
Il commence sa carrière sportive au club de gymnastique local le Frankfurter Turnverein 1860. Puis il rejoint Berlin pour intégrer le Deutsche Turnerschaft.
Avec l'équipe des barres parallèles (Fritz Hofmann, Conrad Böcker, Alfred Flatow, Gustav Felix Flatow, Georg Hilmar, Fritz Manteuffel, Karl Neukirch, Richard Röstel, Gustav Schuft, Carl Schuhmann, Hermann Weingärtner), il remporte l'or. Il répète cet exploit avec l'équipe de la barre fixe (Fritz Hofmann, Conrad Böcker, Alfred Flatow, Gustav Flatow, Georg Hilmar, Fritz Manteuffel, Karl Neukirch, Richard Röstel, Gustav Schuft, Carl Schuhmann, Hermann Weingärtner). Individuellement, il termine aussi premier à la barre fixe, deuxième au cheval d'arçon et aux anneaux, troisième au saut de cheval. Il participe aussi à l'épreuve individuelle des barres parallèles sans être médaillé.
Avec un palmarès de six médailles, c'est l'un des athlètes les plus titrés de ces premiers jeux modernes.

## Palmarès

### Jeux olympiques
- Athènes 1896
  -  Médaille d'or sur l'épreuve du barre fixe

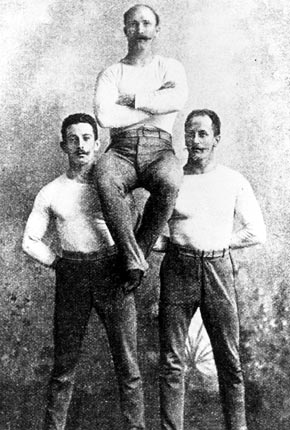
Alfred Flatow, Carl Schuhmann et Hermann Weingartner (à droite)

  -  Médaille d'or sur l'épreuve de barres parallèles par équipes
  -  Médaille d'or sur l'épreuve de barre fixe par équipes
  -  Médaille d'argent sur l'épreuve du cheval d'arçons
  -  Médaille d'argent sur l'épreuve des anneaux
  -  Médaille de bronze sur l'épreuve du saut de cheval